# Daniel Raymond
Daniel Raymond (1786–1849) é considerado o primeiro economista político importante dos Estados Unidos. Ele escreveu Thoughts on Political Economy (1820) e The Elements of Political Economy (1823).

## Teoria Econômica
Daniel Raymond afirmava que o "trabalho gera riqueza" (labor creates wealth) que de certa forma era uma evolução da teoria de Adam Smith. Segundo pensava, a Economia da Inglaterra era na verdade a Economia da Classe Dominante e não a da nação como um todo. A Riqueza não seria um agregado do valor de troca como explicava Adam Smith, contudo.   Daniel Raymond  via a riqueza como a capacidade ou oportunidade de suprir as necessidades e conseguir as conveniências da vida através do trabalho.
Raymond sistematizou o argumento da indústria nascente. Segundo o autor político francês Pierre Mendès-France  Raymond fez para os Estados Unidos o que Friedrich List fez para a Alemanha: incentivaram a adoção da política que organizou as indústrias de exportação dos respectivos países a atrair metais preciosos, assim como os ministros dos primeiros estados modernos orientavam as respectivas economias externas (protecionismo).

## Teoria Política
Em 1845, ele foi o autor do livro "The Elements of Constitutional Law" que incluia as definições básicas de um governo, a Teoria constitutiva do Estado, a confederação e a constituição. Enquanto esses conceitos evoluiram com o tempo, a maior parte das teorias básicas que ele esboçou permanecem relevantes para a moderna análise política.
Sua obra influenciou o desenvolvimento da Política dos Estados Unidos.